# Hans Erni
Hans Erni (Lucerna, 21 febbraio 1909 – Lucerna, 21 marzo 2015) è stato un pittore, disegnatore e scultore svizzero.

## Biografia
Intraprese studi tecnici. Ma, dopo il primo incontro con la letteratura artistica nel 1927, si avviò agli studi artistici a Lucerna.
Ha studiato a Berlino e a Parigi, dove ebbe l'opportunità di frequentare artisti che avrebbero marcato la sua evoluzione artistica: Kandinsky, Mondrian, Brancusi, Calder e, in particolare, Georges Braque e Picasso. L'influenza di quest'ultimo sul suo tratto grafico fu tale da fargli guadagnare il soprannome di Picasso elvetico.
Seguì un periodo di viaggi in Belgio, Italia e, alla fine del 1930, a Londra dove incontrò l'arte astratta. Qui frequentò il pittore Ben Nicholson e gli scultori Henry Moore e Barbara Hepworth tra i maggiori esponenti dell'astrattismo inglese. Dal 1930 al 1934 lavorò con lo pseudonimo di François Grèque. Fu tra i fondatori del gruppo di arte astratta Allianz. Nel 1950 realizzò la sua prima ceramica.

Negli anni cinquanta ha lavorato per l'UNESCO e l'Organizzazione mondiale della sanità. Per il Principato del Liechtenstein disegnò due serie di francobolli: "Olimpiadi Invernali" e "Olimpiadi Estive". Produsse anche altre serie di francobolli per l'Organizzazione delle Nazioni Unite e per le Poste svizzere, oltre a numerosi ritratti di celebrità, quali Albert Einstein.

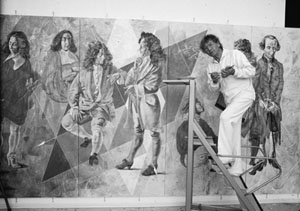
Hans Erni nel 1967.

Il 23 dicembre 1976 fu istituita la Fondazione Hans Erni che promuove esposizioni, conferenze e altri eventi culturali. dal 1981 la fondazione sostiene il ciclo di conferenze "Panta rei" (Tutto scorre, Eraclito), con l'obiettivo di comunicare agli uomini le conoscenze di un mondo in continua trasformazione. Il 15 settembre 1979 fu inaugurato a Lucerna il Museo Hans Erni presso il Museo dei Trasporti Svizzero (Verkehrshaus der Schweiz). L'Auditorium è decorato da una grande pittura murale dell'artista elvetico, anche questa dal titolo "Panta rei".
L'aver vissuto due guerre lo ha portato a sviluppare una notevole sensibilità per i temi della pace e dei diritti sociali. Oggi si batte anche per la difesa dell'ambiente. Impegno che gli è valso la Medaglia della Pace delle Nazioni Unite nel 1983, a New York. È Accademico Emerito dell'Accademia delle arti del disegno di Firenze.
In Italia si può ammirare una grande ceramica lavica, Pegaso, realizzata da Erni nel 2005 per il museo a cielo aperto di Étroubles (Aosta). Per celebrare i suoi cento anni la Fondation Gianadda di Martigny gli ha dedicato un'esposizione aperta fino al 1º marzo 2009. Dal 18 giugno al 18 settembre 2011 il centro espositivo di Étroubles ha ospitato una retrospettiva con 50 opere realizzate dal 1940 al 2010 provenienti dal Museo Hans Erni di Lucerna, dalla collezione della Fondation Gianadda di Martigny e da collezioni private. È morto il 21 marzo 2015 nella clinica Hirslanden St. Anna di Lucerna all'età di 106 anni.